# ذی عین

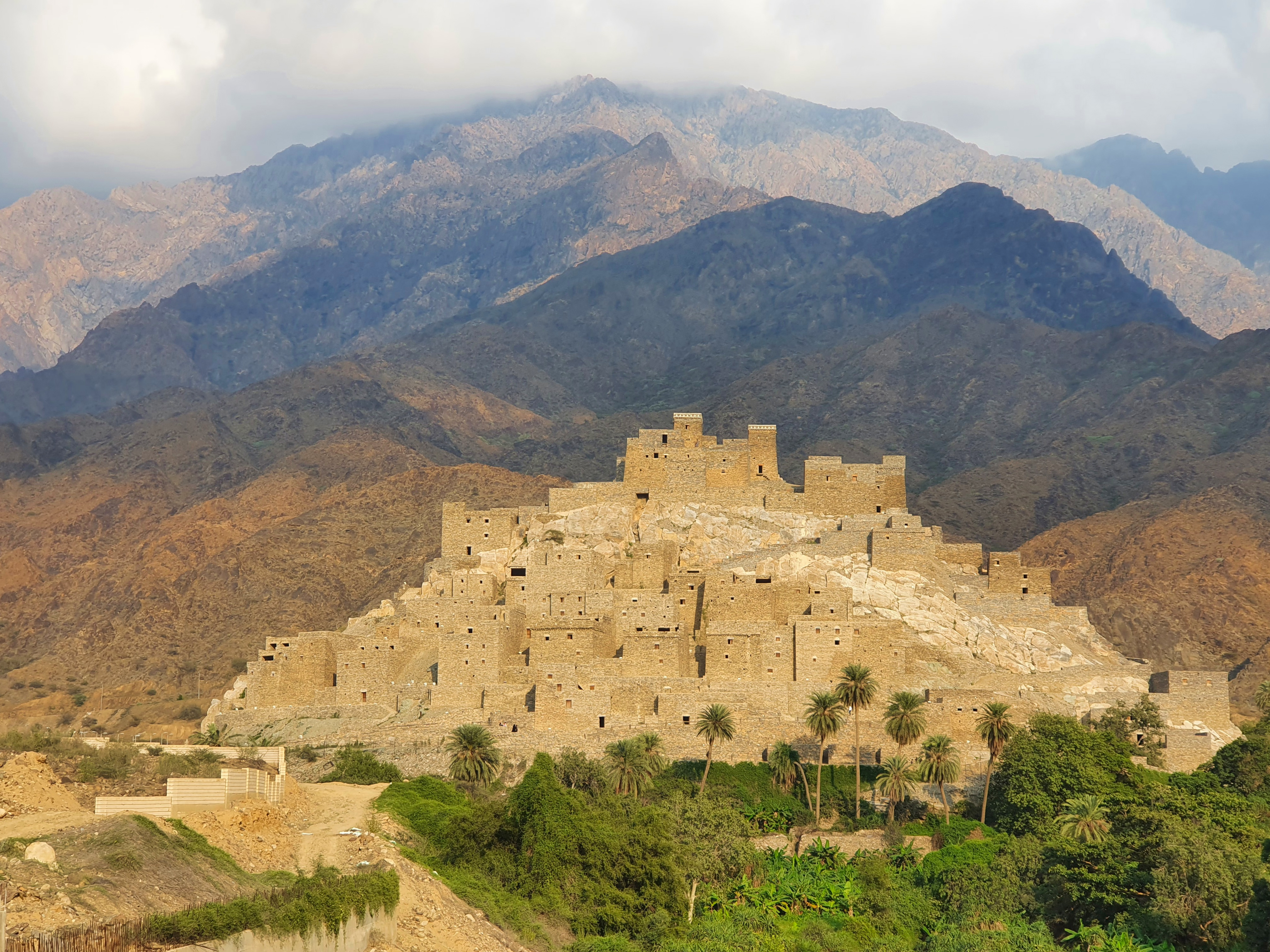
نمایی از روستای باستانی ذی عین در عربستان سعودی - ۲۰۱۷

 ذی عین  به عربی ( ذی عَین )، نام روستایی باستانی است در منطقهٔ عسیر در درپایهٔ کوه تهامه در کشور عربستان سعودی. آثارهای بسیار زیبایی وگوناگونی از دوران گذشته در این منطقه پا برجا مانده‌است. 
روستای «ذی عین» در بسیاری از جنگ‌های قبلی در منطقه، وقبائل متخاصم آن‌ها که در بعضی زدوخوردهای قبیله‌ای که در اوقات مختلف رخ می‌داده‌است آسیب زیادی دیده‌است 
وبسیاری از ساختمان‌ها و مساجد تاریخی این روستای زیبا در اثر این جنگ‌های پی در پی ویران گردیده‌است. تمام آثار ساختمان‌های به جامانده از سنگ وگل ولای ساخته شده‌است، و در بعضی جاها از ساروج نیز اسفتاده شده‌است. تاریخ روستای «ذی عین» به ۵۰۰ سال پیش بر می‌گردد. 
در روستا ۲۰ خانهٔ قدیمی وجود دارد که تماماً از سنگ وگل ولای ساخته شده‌است. دیوار خانه‌ها به‌طور سالم باقی مانده‌است، أما سقف خانه‌ها بر أثر عوامل طبیعت و باد و باران ریخه‌است. در کنار خانه‌ها در پائین تپه چشمه آب گوارا جاریی است، باغ‌های أشجار موز و نخل خرما و قهوه در أسفل کوه جبرین به چشم می‌خورد، که وسعت آن در حدود ۱۰۰۰ متر مربع می‌باشد. 

## محدوده
«ذی عین» در ۸۰ کیلومتری جنوب شهر الباحه، واقع شده‌است، و در ۵ کیلومتری شمال قریهٔ (الجوة)، و در جنوب روستای (المخواة)، در ساحل (عبدة) واقع شده‌است. 

## کوه جبری
روستای «ذی عین» در قلهٔ کوه جبری واقع شده‌است.
این روستا پیش ۵۰۰ سال بنا شده‌است، در بیست سال گذشته ساکنان روستای (ذی عین)، به روستای دیگری کوچیده أند، همچنین روستا به حالت مخروبه ومتروک دیده می‌شود. مردم منطقهٔ عسیر امروز با افتخار از نام «ذی عین» یاد می‌کنند، و از اجدادشان که چنین شهری با ساختمان‌های زیبای ساخته‌اند و این آثار برجسته از خود برجای گذاشته‌اند، با فخر یاد می‌کنند. 
روستای (ذی عین) یکی از قدیمی‌ترین مناطق (عسیر وتهامه) است که آثار باستانی بسیاری در آن وجود دارد، اخیرا در سال ۱۹۹۸ میلادی سازمان «یونسکو» برای حفاظت از این منطقه تاریخی و از آثار باستانی موجود از قبیل قلعه‌ها وساختمانهای ممیز این روستای زیبا و برای بازسازی وتعمیر ساختمان‌ها و مساجد تاریخی «ذی عین» اقدام کرده‌اند.